# Забитів
Забитів (пол. Zabytów, Забитув) — село в Польщі, у гміні Скербешів Замойського повіту Люблінського воєводства. Населення — 114 осіб (2011).

## Історія
1564 року вперше згадується православна церква в селі.
За даними етнографічної експедиції 1869—1870 років під керівництвом Павла Чубинського, у селі здебільшого проживали греко-католики, усе населення розмовляло українською мовою.
У 1975—1998 роках село належало до Замойського воєводства.

## Населення
Демографічна структура станом на 31 березня 2011 року:
|          | Загалом | Допрацездатний вік | Працездатний вік | Постпрацездатний вік |
| -------- | ------- | ------------------ | ---------------- | -------------------- |
| Чоловіки | 54      | 12                 | 33               | 9                    |
| Жінки    | 60      | 5                  | 28               | 27                   |
| Разом    | 114     | 17                 | 61               | 36                   |